# Spider-Man (comic book)
Pour les articles homonymes, voir Spider-Man (homonymie).
Spider-Man est un comic book de Marvel Comics mettant en scène des aventures de Spider-Man.

## Spider-Man (Volume 1, 1990-1998)

### Spider-Man
En 1990, le dessinateur Todd McFarlane fait les beaux jours de la série The Amazing Spider-Man depuis deux ans quand, las d'illustrer les histoires écrites par un autre, envisage de partir pour travailler seul. Son éditeur décide alors de créer une quatrième série Spider-Man (après Amazing, Spectacular et Web of Spider-Man) où il pourra s'essayer à l'écriture du scénario en plus du dessin. L'histoire initiale se déroulant à Chicago mais fut déplacée à New York par le troisième numéro.
À cette époque, la popularité de l'auteur est telle que le premier épisode bat tous les records de vente.
Les cinq premiers numéros forment la saga Tourments, où il rend les personnages du Lézard et de Calypso plus inquiétants que jamais, puis il signe un diptyque consacré au Super-Bouffon et à Ghost Rider.
Après une nouvelle saga en cinq parties (Perceptions, avec Wolverine et Wendigo) et un autre diptyque consacré cette fois à Morbius le vampire vivant, McFarlane revient à son envie première et quitte Marvel pour aller fonder Image Comics avec plusieurs autres auteurs vedettes.
Assez ironiquement, le successeur de McFarlane sur cette série se trouve être Erik Larsen, qui était déjà son successeur sur la série principale, et qui suit le même chemin en partant lui aussi fonder Image après la saga en six parties La Revanche des Sinistres Six (où il est lui aussi à la fois scénariste et dessinateur).
À ce stade, la série devient un espace où différentes équipes se relaient pour conter des histoires en deux ou trois parties :
- Don MacGregor et Marshall Rogers signent Mon royaume pour une arme dans les numéros 27 et 28.
- Ann Nocenti et Chris Marrinan mettent en scène le retour de Mad Dog dans les numéros 29 à 31.
- Steven Grant et Bob MacLeod signent Vengeance dans les numéros 32 à 34.
- Les numéros 35 à 37, constituant des parties du crossover Maximum Carnage, sont écrits successivement par les scénaristes des trois autres séries, et dessinés par Tom Lyle.
- John Marc DeMatteis et Klaus Janson orchestrent l'apothéose d'Electro dans les numéros 38 à 40.
- Terry Kavanagh et Jae Lee invitent Iron Fist dans Avis de tempête (n°41 à 43).

À partir du mois suivant, Howard Mackie devient le scénariste permanent de la série, qu'il écrira sans interruption pendant six ans, survivant même au relaunch du titre en 1999. À ses côtés, Tom Lyle, qui avait déjà dessiné la série lors de Maximum Carnage, devient le dessinateur attitré de la série.
Après le crossover Poursuite qui touche les quatre séries Spider-Man, la saga en 4 parties La Fureur d'un homme désespérémène la série à son numéro 50, anniversaire marqué par une pagination double.
C'est à ce moment que débute la Saga du Clone, enchevêtrement de mini-crossovers impliquant chacune des séries Spider-Man.

Dans un premier temps, Spider-Man (conjointement à Web of Spider-Man) se concentre sur le personnage de Ben Reilly / Scarlet Spider pendant que Amazing et Spectacular s'intéressent au sort de Peter Parker, puis la situation réunit les deux Araignées pour des aventures communes.
À l'apogée de Maximum Clonage, Tom Lyle quitte la série, elle-même remplacée durant deux mois par le titre Scarlet Spider, à l'occasion de laquelle c'est John Romita, Jr. qui devient le dessinateur attitré de la série.

Pendant toute l'année 1996, c'est Ben Reilly qui prend la place de Peter Parker dans le rôle de Spider-Man, mais à la suite du désintérêt progressif du lectorat dans l'entrelacs de crossovers, Marvel décide de faire machine arrière quant à sa grande révélation sur l'identité du clone, et c'est ainsi que Ben meurt dans le numéro 75, marqué d'une double-pagniation et d'un retitrage de la série en Peter Parker: Spider-Man.

### Peter Parker: Spider-Man
En 1997, la série désormais retitrée retrouve son indépendance et propose des histoires mettant en scène de nouveaux personnages comme le super-héros SHOC ou la famille de Gwen Stacy, mais aussi d'autres personnages plus connus comme Morbius, le Fléau, le Shocker ou encore le Piégeur.
L'an 1998 marque le retour des crossovers le temps de la saga Spider-Hunt / Identity Crisis, où Norman Osborn fait accuser Spider-Man de meurtre et met sa tête à prix. Pour prouver son innocence, le héros adopte quatre nouvelles identités, dont celle exploitée dans la présente série est Dusk, personnage tout de noir vêtu et pouvant se fondre dans l'obscurité.

À la fin de l'année, The Gathering of the Five et The Final Chapter relatent l'ascension et la chute d'Osborn, événements qui conduisent à l'arrêt de la série.
Celle-ci aura cumulé cent numéros (dont un "-1" publié dans le cadre du mois Flashback durant toutes les séries Marvel racontaient des histoires situées dans les années 1960, et un "1/2" présenté en exclusivité par le magazine Wizard), auxquels il faut ajouter un Spider-Man Super Special et deux autres Annuals, publiés respectivement en 1995, 1997 et 1998.

## Peter Parker: Spider-Man (Volume 2, 1999-2003)
En janvier 1999, Peter Parker: Spider-Man redémarre au numéro 1 (de même que The Amazing Spider-Man, les autres séries étant quant à elles réellement arrêtées) avec, pour auteurs Howard Mackie et John Romita Jr.. L'équipe créative reste la même, jusqu'au numéro 19 de juillet 2000. Après cela, Paul Jenkins et Mark Buckingham prennent la relève et donnent un nouveau souffle à la série avec des personnages originaux tels que Type face, les Mimes ou encore Fusion.
À partir d'octobre 2001, Marvel fait apparaître une double-numérotation sur les couvertures de ses séries relancées, pour satisfaire les fans contrariés par les relaunches. C'est ainsi que le numéro 30 porte également le numéro 128 à titre indicatif.

C'est également à partir de ce moment que les couvertures sont illustrées par le très populaire Humberto Ramos, qui vient d'ailleurs dessiner la saga en quatre parties A Death In The Family (numéros 44/142 à 47/145) juste après un diptyque très remarqué écrit par Zeb Wells et dessiné par Jim Mahfood, intitulé Fifteen Minutes Of Shame.
Jenkins et Buckingham quittent la série au numéro 50/148, Zeb Wells écrivant le scénario des quelques épisodes restants. En effet, la série s'arrête au numéro 57/155, remplacée par Spectacular Spider-Man (Volume 2) de Paul Jenkins et Humberto Ramos.
Peter Parker: Spider-Man (Volume 2) aura connu trois Annuals en 1999, 2000 et 2001.

## Publication en France
Les Éditions Semic décident de consacrer à cette série sa propre publication, simplement titrée Spider-Man conformément à la version originale, dans sa collection « Version intégrale ». Ce trimestriel, qui présente quatre épisodes par numéro, inclut vite des extraits d'autres séries, notamment lors du crossover Maximum Carnage, mais reste le foyer principal de la série.
Dans le cadre de la saga du clone, certains épisodes sont exceptionnellement publiés dans Strange et Nova, puis Marvel décide de s'autopublier et met fin à sa collaboration avec Semic. C'est ainsi que Marvel France lance le mensuel Spider-Man où sont publiées ensemble les quatre séries Spider-Man.
Lors du relaunch de 1999, la version française suit la même politique et c'est ainsi que Peter Parker: Spider-Man (Volume 2) est publié dans Spider-Man (Volume 2) (aux côtés d'Amazing Spider-Man (Volume 2)).
Notons que plusieurs sagas ont bénéficié d'une réédition en album :
- Les éditions Bethy éditent les épisodes de Todd McFarlane sous la forme de trois albums (Tourments, Perceptions et Masques).
- Marvel France consacre trois albums de sa collection 100% Marvel aux premiers épisodes de Peter Parker: Spider-Man (#76 à 87).

Bien plus tard, dans sa politique de réédition de matériel ancien, Panini Comics France publie une nouvelle traduction de la Saga du Clone, sous la forme de deux albums colossaux.
Concernant les Annuals, ils sont intégrés dans la même revue que la série elle-même.